# Dani Olmo
Dani Olmo (n. 7 mai 1998, Terrassa, Catalonia, Spania) este un fotbalist spaniol, care joacă pe post de mijlocaș ofensiv sau mijlocaș la Barcelona în La Liga. Pe plan internațional, are prezențe la națională pentru Spania U-16⁠(d), Spania U17⁠(d), Spania U-18⁠(d), Spania U-21 și Spania.